# Игорвары
Игорва́ры (чув. Йӗкӗрвар) — село в Цивильском районе Чувашской Республики. Административный центр Игорварского сельского поселения.

## География
Находится в северной части Чувашии на расстоянии приблизительно 13 км на восток-юго-восток по прямой от районного центра города Цивильск.

## История
Известно с 1859 года как выселок села Багильдино (ныне Шинеры). Число дворов и жителей: в 1859 — 65 дворов, 350 жителей, 1897 — 520 жителей, 1926 — 117 дворов, 556 жителей, 1939 — 136 дворов, 581 житель, 1979 — 368 жителей. В 2002 — 160 дворов, 2010 — 149 домохозяйств. В 2010 году действовали ООО «Вурнарец» и КФХ «Иванов». В 1900—1929 годах действовала Николаевская церковь.

## Население
| 2010 | 2012 |
| ---- | ---- |
| 385  | ↗462 |

Постоянное население составляло 413 человек (чуваши 100 %) в 2002 году, 385 в 2010.